# Urupês
Urupês é um município brasileiro do estado de São Paulo. Tem população de 13.744 habitantes segundo o Censo IBGE/2022. O município é formado pela sede e pelo distrito de São João do Itaguaçu, fazendo parte da Região Metropolitana de São José do Rio Preto.

## Toponímia
O nome Urupês foi dado em 1944 em substituição ao antigo nome de Mundo Novo. Urupê é um cogumelo alaranjado que dá na madeira. A origem do nome do cogumelo, por sua vez, é da língua tupi, na qual o cogumelo era chamado de urupé.
É possível que o nome tenha sido atribuído em homenagem ao livro homônimo de Monteiro Lobato

## História
- Município: 24 de setembro de 1928 (96 anos)
- Fundação: Meados de 1889 (129 anos)

Na década de 1880, em busca de novas terras para cultivo, um grupo de sertanistas, dirigido por Manoel Correia, Inocêncio de Assis, João Cearense e João Pereira chegou às terras onde hoje está localizado o município de Urupês, pela margem esquerda do rio Cubatão-Barra Mansa. Ao chegarem no local, “João Pereira desgarrou-se do grupo em desabalada e, alcançando uma elevação do terreno para contemplar a paisagem, explodiu num rasgo de alegria: ‘Êta, Mundo Novo’” (RUSTICE e BERTINI, 1966). A partir deste brado, proveria o nome da futura colônia: Mundo Novo. Desde então, novos grupos de sertanistas iniciaram a migração para a nova terra. 
Entre, 1889 e o início do século XX, já haviam se assomado à localidade Abrão Calil, Antônio da Costa Riberio, Antônio Feliciano Júnior, Bernardino Cardoso, Custódio da Costa Ribeiro, Domingos Logulo, Francisco Caetano de Souza, Francisco Moreira de Freitas, Horta Barbosa, Inocêncio de Assis, João Antônio de Paula, João Cearense, João da Mata, João Pereira, Joaquim Candido Ribeiro, Joaquim Cardoso de Matos, Joaquim Machado Folemberg, Manoel Correa, Maria Cardoso, Orestes da Silva Rosa, Pedro Camilo, Pedro Romero, Primo Borgui e outros tantos que, em sua maioria, eram proprietários de grandes glebas, movidos para o local devido aos rumores de boa qualidade da terra para o plantio.No ano de 1913, Maria Cardoso e seu filho Bernardino Cardoso, proprietários de grandes porções de glebas, doaram 40 alqueires de terras para constituição do Patrimônio de São Lourenço, santo do qual eram devotos (IBGE, 2017). Ainda no mesmo ano, foi erigida a primeira capela dedicada ao santo padroeiro e, em 1914, foi celebrada a primeira missa por um padre jesuíta, pertencente ao Bispado de São Carlos, e que percorria o sertão em missão evangelística (RUSTICE e BERTINI, 1966).
Ainda, de acordo com os autores, surge, a partir de então, o nome do povoado: São Lourenço do Mundo Novo, numa associação de ideias: a homenagem ao falecido Lourenço Cardoso – esposo de Maria Cardoso e pai de Bernardino Cardoso, os doadores da terra que constituiu o Patrimônio de São Lourenço –; o Louvor ao santo de devoção: São Lourenço; e da exclamação feita por João Pereira ao avistar a terra recém-descoberta.Em 30 de setembro de 1921, passou a ser Distrito de Paz do município de Itajobi, comarca de Itápolis, e tem seu nome alterado para “Mundo Novo”, por força da Lei Estadual nº. 1787-b .Enquanto isso, politicamente, Mundo Novo intentava ser município, o que, segundo Rustice e Bertini (1966), era desaprovado pelas autoridades de Itajobi, a quem Mundo Novo era politicamente subordinado. Deste atrito gerado pelos habitantes das duas localidades, sucedeu-se um dos episódios mais memoráveis da história do distrito, na busca pela liberdade política: enfrentamento entre Mundo Novo e Itajobi.
Segundo escrevem os autores, após entrevistas com diversos moradores do já município de Urupês, presentes no acontecimento, no dia 1º de maio de 1928, após a viagem de Orestes da Silva Rosa a São Paulo para requerer que o distrito fosse elevado à condição de município junto ao Governo de Júlio Prestes, homens de Mundo Novo e Itajobi travaram uma luta armada pelas ruas da cidade no intuito de lograr êxito ou impedir à força, respectivamente, que o Distrito de Paz se tornasse município. Com o acontecimento, não demorou muito até que o Governo do Estado de São Paulo, no dia 24 de setembro de 1929, Mundo Novo alcançava sua autonomia, por meio da lei estadual nº. 2.286, emancipando-se da tutela de Itajobi.

## Geografia
Localiza-se a uma latitude 21º12'06" sul e a uma longitude 49º17'24" oeste, estando a uma altitude de 436 metros. Possui uma área de 323,7 km². Encontra-se na Região Imediata de São José do Rio Preto e na Região Intermediária de São José do Rio Preto.
- Ponto mais alto na área urbana: 464 m acima do nível do mar.
- Ponto mais baixo na área urbana: 405 m acima do nível do mar.

### Hidrografia
- Ribeirão Barra Mansa ou Ribeirão do Cubatão

### Rodovias
- SP-379 - Rodovia Roberto Perosa
- Vicinal Rodovia Chafik Saab (Urupês - Catanduva)
- Vicinal Urupês - Novo Horizonte
- Vicinal Urupês - Marapoama

## Demografia
Dados do Censo - 2010
População total: 12.714
- Urbana: 11.314
- Rural: 1.400
- Homens: 6.321[10]
- Mulheres: 6.393

Densidade demográfica (hab./km²): 39,27
Taxa de alfabetização: 93,3%
Mortalidade infantil até 1 ano (por mil): 8,33
Expectativa de vida (anos): 74,6
Taxa de fecundidade (filhos por mulher): 2,14
IDH: 0,795 (PNUD/2000)
- IDHM-Renda 2000: 0,715
- IDHM-Longevidade 2000: 0,810
- IDHM-Educação 2000: 0,859

## Política e administração
- Prefeito: Roberto Cacciari Filho (2025-2028)[12]
- Vice-prefeito: Rafael Isique
- Presidente da câmara: Mauro Barbosa

## Economia
A economia de Urupês é baseada no Jeans, Limão e na agricultura em geral. A cidade possui mais de 60 fábricas de jeans, produzindo cerca de um milhão de peças por mês, e é também a segunda maior produtora de limão do Brasil. Por conta disso, o mascote da cidade é chamado de Azejeans, uma referência ao limão e ao jeans. 

## Infraestrutura

### Comunicações
O sistema de telefones automáticos foi inaugurado na cidade em 1981 pela Telecomunicações de São Paulo (TELESP), que também implantou o sistema de discagem direta à distância (DDD) em 1981 com o código de área (0175). Anteriormente a cidade era atendida pela Telefônica Nacional.
Na década de 90 o código DDD da cidade foi alterado para (017), para padronização do sistema telefônico com a telefonia celular que estava sendo implantada em todo o estado.

## Cultura e lazer

### Festividades
Em março de 2018, o prefeito da cidade, através de um decreto, instituiu o "Calendário Turístico do Município de Urupês", que estalebeu datas para as festividades da cidade:
- 24 de junho: Festa de São João Batista, realizada no distrito de São João do Itaguaçu
- 1.ª quinzena do mês de julho: Expocultura, também conhecida como "Festa das Nações"
- 10 de agosto: Festa do padroeiro da cidade, São Lourenço
- 1.ª quinzena do mês de setembro: Passeio ciclístico em comemoração ao Dia da Independência do Brasil
- 2.ª quinzena de setembro: Festa do Peão de Urupês
- 24 de setembro: Aniversário da cidade
- Próximo ao dia 12 de outubro: Festival Brincadeira de Criança
- Mês de novembro: Mostra Gastronômica de Urupês e Encontro de Automotivos, e em alguns casos, também os Jogos de Primavera
- Mês de dezembro: No início do mês, em alguns casos, o Jogos de Primavera, e também as Festividades de Fim de Ano

## Religião
O Cristianismo se faz presente na cidade da seguinte forma:

### Igreja Católica
- A igreja faz parte da Diocese de Catanduva.[19]

### Igrejas Evangélicas
- Assembleia de Deus Ministério do Belém.[20][21]
- Congregação Cristã no Brasil.[22]